# Parker Hall
Linus Parker Hall (* 10. Dezember 1916 in Tunica, Mississippi; † 8. Februar 2005 in Vicksburg, Mississippi), Spitzname: "Bullet" war ein US-amerikanischer American-Football-Spieler in der NFL.

## College
Hall spielte bereits von 1936 bis 1938 an seinem College, der University of Mississippi, American Football. Zum Einsatz kam er dabei in der Mannschaft dieses Colleges, den Ole Miss Rebels als Quarterback, aber auch als Tailback und Halfback. 1938, in seinem letzten Jahr im College, gewann er mit seiner Mannschaft neun von elf Spielen. In diesem Jahr konnte er insgesamt einen Raumgewinn von 1558 Yards und elf Touchdowns erzielen.

## Profizeit
1939 schloss sich Hall den Cleveland Rams an, nachdem er 1939 in der NFL Draft in der ersten Runde an dritter Stelle von dieser Mannschaft gezogen worden war. Hall wurde sofort von dem Head Coach der Rams Dutch Clark als Starting-Quarterback und Runningback eingesetzt. Parker Hall war der erste Quarterback in der Geschichte der NFL, der mehr als 100 Pässe in einer Saison warf, die von einem Mitspieler, darunter der spätere All-Pro-Spieler Jim Benton, gefangen wurden. In den 30er Jahren wurde Football immer noch von Laufspiel dominiert, Halls Leistung war daher erstaunlich. Während seiner Karriere bei den Rams erzielte er 30 Touchdowns durch Passspiel. Halls läuferische Fähigkeiten führten dazu, dass er immer wieder erfolgreich auch als Runningback aufgestellt wurde.
1942 musste Hall seine Laufbahn nach vier Jahren bei den Rams unterbrechen und leistete seinen Militärdienst in der United States Navy ab. 1946 schloss er sich dann den San Francisco 49ers, die zu diesem Zeitpunkt noch in der All-America Football Conference spielten, an. Er erhielt aber nur wenig Einsatzzeit. Nach einem Jahr beendete er seine Laufbahn.

## Ehrungen
1939 wurde Hall zum MVP (Joe F. Carr Trophy) gewählt. Er spielte einmal im Pro Bowl, dem Abschlussspiel der besten Spieler einer Saison und wurde zweimal zum All-Pro gewählt. Er ist Mitglied in der College Football Hall of Fame und in den Sportruhmeshallen seines Heimatstaates und seines Colleges.

## Nach der Karriere
Hall arbeitete nach seiner Laufbahn im Holzgewerbe. Er ist auf dem Cedar Hill Cemetery in Vicksburg beerdigt.

## Quelle
- Jens Plassmann: NFL – American Football. Das Spiel, die Stars, die Stories (= Rororo 9445 rororo Sport). Rowohlt, Reinbek bei Hamburg 1995, ISBN 3-499-19445-7.

| Personendaten    | Personendaten                               |
| ---------------- | ------------------------------------------- |
| NAME             | Hall, Parker                                |
| ALTERNATIVNAMEN  | Hall, Linus Parker (vollständiger Name)     |
| KURZBESCHREIBUNG | US-amerikanischer American-Football-Spieler |
| GEBURTSDATUM     | 10. Dezember 1916                           |
| GEBURTSORT       | Tunica, Mississippi                         |
| STERBEDATUM      | 8. Februar 2005                             |
| STERBEORT        | Vicksburg, Mississippi                      |